# フランチェスコ・チェンチ
フランチェスコ・チェンチ（イタリア語：Francesco Cenci, 1549年12月14日 - 1598年9月9日）は、ローマの貴族で、有名なベアトリーチェ・チェンチの実父であったが、後妻、他の実子達及び２人の使用人と共謀した彼女により殺害された。

## 生涯

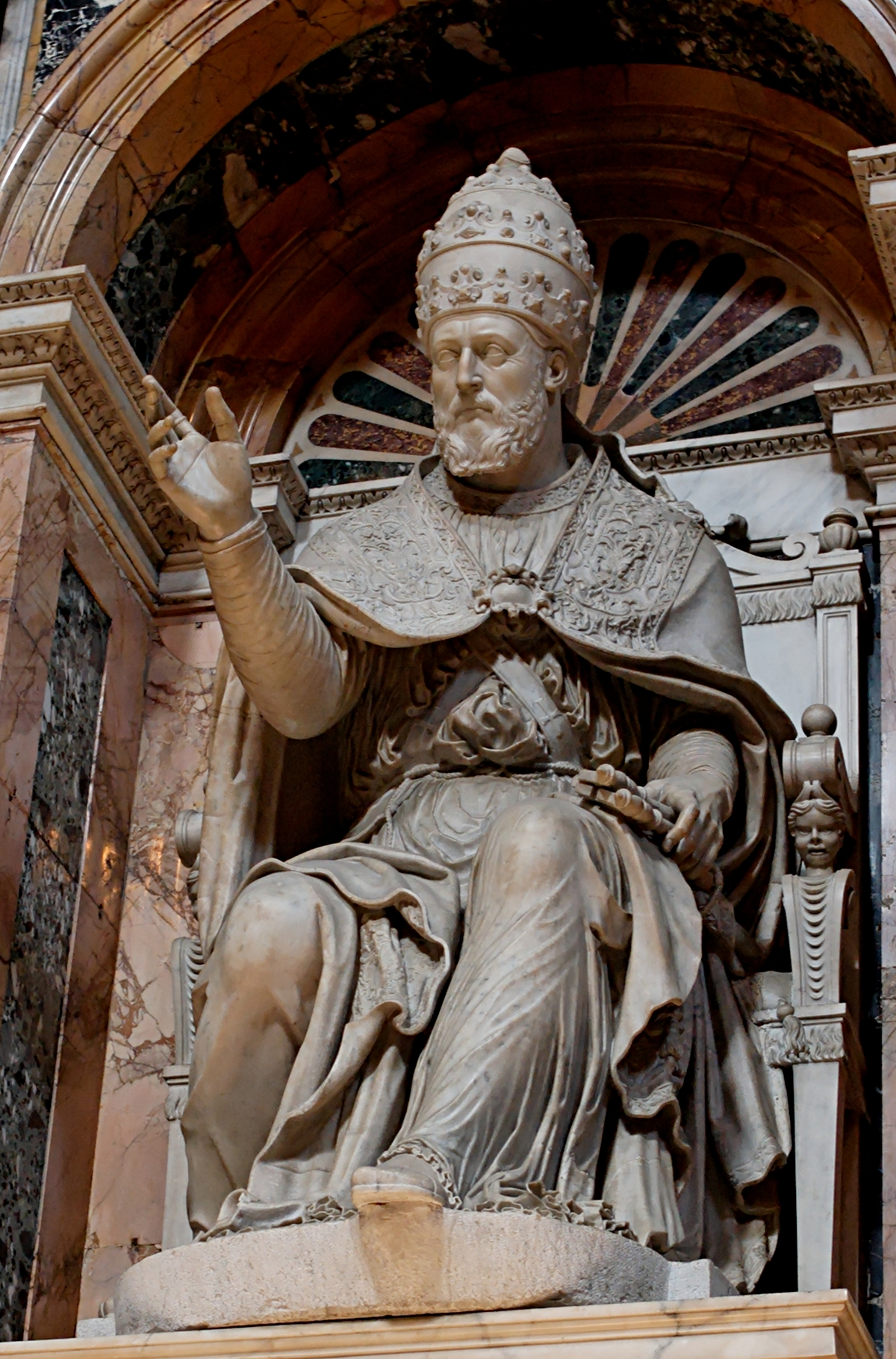
サンタ・マリア・マッジョーレ大聖堂にあるボルゲーゼ礼拝堂の教皇クレメンス8世像

1549年にのアレヌラ（イタリア語版）のチェンチ（イタリア語版）家の伯爵クリストフォロと妻ベアトリーチェ・アリアスの嫡男として、フランチェスコは両親が正式に結婚するより前にローマで生まれた。1562年、教皇空位期間管理局（イタリア語版）の財務総監であった父が死去し、莫大な遺産を相続した。
1563年、フランチェスコは14歳の時に同年代の妻エルシリア・サンタクローチェと結婚した。21年間に渡る結婚生活で、2人の間には12人の子女が生まれ、その内7人（5男2女）が成人した。
1584年、妻エルシリアは産褥で死去し、長女アントニーナと次女ベアトリーチェは父フランチェスコによりフランシスコ会第三教団の修道院女子寄宿学校に８年預けられ、平穏な日々を送っていたが、フランチェスコが2人に学費を掛けることを渋ったため1592年に帰国させられた。
翌1593年、フランチェスコはヴェッリ氏の未亡人ルクレツィア・ペトローニと再婚したが、彼女との間に子は無かった。
フランチェスコは、苛烈で凶暴かつ吝嗇な男で、若い頃から権威主義的で暴力的な性格を示し、最初は仲間、次に家族、特に妻、実子にあたる２人の娘が犠牲になったとされ、アントニーナとベアトリーチェは虐待を受けており、それには性的なものも含まれている可能性もあった。乱闘、流血を伴う抗争、陰険な事件に巻き込まれ、何度も対審に掛けられ有罪判決を受けた。また、当時は死刑に値するソドミーの罪も含まれている。しかし、彼は社会的地位と莫大な資産から多額の賠償金を支払うことによって、最悪の事態は免れた。
長女アントニーナは教皇クレメンス8世に直訴し、自分を修道院に入れるか、結婚させて父の抑圧からの逃亡を懇願した。教皇はそれを受け入れ、グッビオの貴族カルロ・ガブリエッリと若いアントニーナの結婚を認め、フランチェスコに多額の持参金を支払うよう命じた。
次女ベアトリーチェが姉アントニーナの例に倣って逃げることを恐れたフランチェスコは、1595年、妻ルクレツィアと共に、にある、当時はナポリ王国のコロンナ家所領のヴァッレ・デル・サルト（イタリア語版）（現在のリエーティ県ペトレッラ・サルト）にあるラ・ロッカ城と呼ばれる小さな城に囲い込んだ。
1597年、フランシスコは疥癬と痛風を患い、債権者と裁判に追われていたためペトレッラ・サルトから外に出なくなったことにより、妻子の生活環境はさらに悪化した。
1598年9月9日、フランチェスコの実子であるジャコモ、ベアトリーチェ兄妹、及び妻ルクレツィアが共謀し、フランチェスコの酒に阿片を混ぜて飲ませ、昏睡している間、ラ・ロッカ城の執事オリンピオ・カルベッティ、『イル・カタラーノ』と称されたの使用人マルツィオ・ダ・フィオランらによって殺された。享年48歳であった。

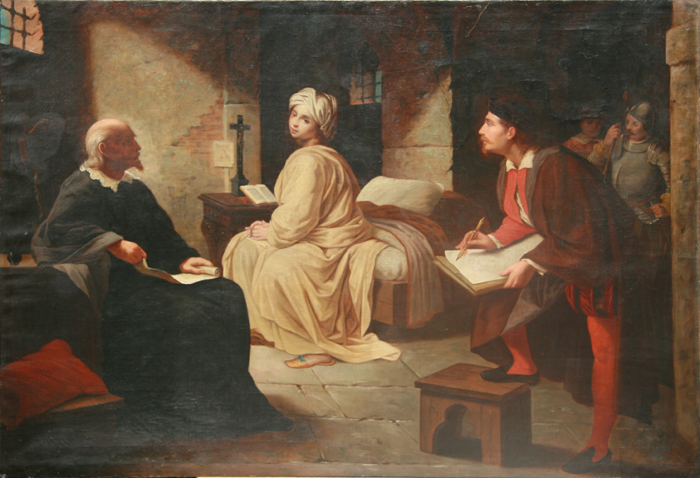
19世紀、アキッレ・レオナルディによる獄中のベアトリーチェ・チェンチ画

ベアトリーチェ達は不器用にも、転落事故を装って犯行を隠そうとした。遺体はバルコニーの手摺から投げ落とされ、城の麓で村人たちに発見された。
当初は何の調査も行われず、フランチェスコの遺体はペトレッラ・サルトのサンタ・マリア教会に埋葬され、家族はローマに戻り、ローマ・ゲットー近隣のチェンチ宮に移った。

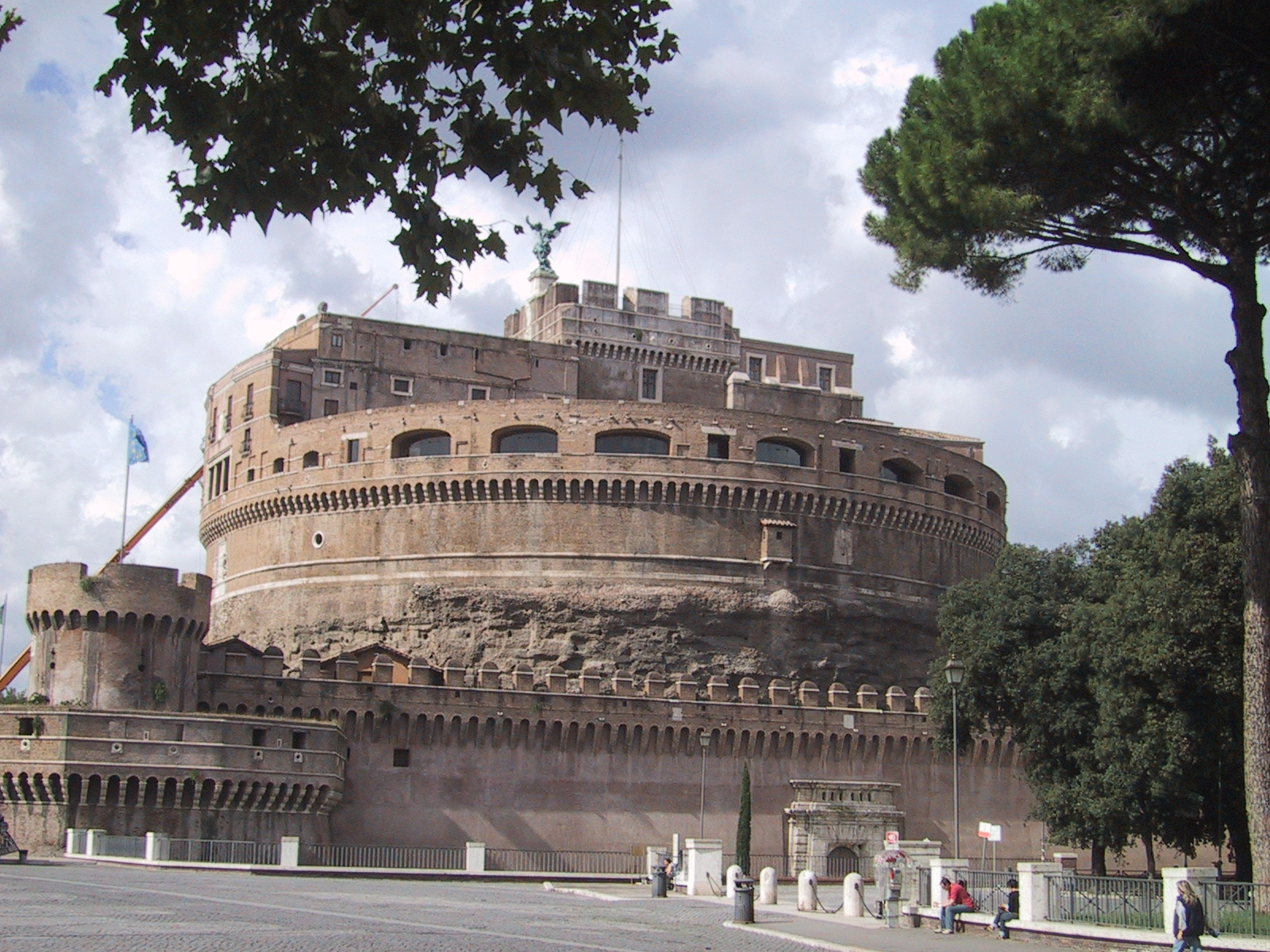
ローマのサンタンジェロ城、刑は隣接する広場で執行された。

噂と疑惑によって、当局はまもなく事件の実際の経過を調査することになった。埋葬したフランチェスコの遺体は掘り起こされ、医師と2人の外科医が傷を入念に調べた結果、偶発的な事故によるものと断定された。ベアトリーチェは洗濯婦に「経血で汚れた」と称し、血に濡れたシーツを洗うよう頼んでいた。後に尋問を受けた洗濯婦はベアトリーチェの言葉を信じていなかった。
フランチェスコ殺害に関わったチェンチ家の者及び使用人達は投獄されて拷問を受け、最終的には自白した。裁判では、ジャコモは四つ裂きの刑、ベアトリーチェと妻ルクレツィアは斬首刑に処せられた。
当時17歳と若年であった四男ベルナルドは 父の殺人に積極的に関与してはいなかったが、家族を糾弾しなかった罪で有罪となった。親族の処刑にも立ち会わせられ、教皇領のガレー船で一生櫂を漕ぎ続けるという永久櫂刑を宣告され徒刑囚となったが、数年後に大金を支払って釈放され自由の身となった。
フランチェスコ殺害の実行犯であった執事オリンピオ・カルベッティは不都合な証人を消そうとしたチェンチ家の知人によって殺害され、マルツィオ・ダ・フィオランは尋問にかけられ拷問中に死去していた。
判決は1599年9月11日、群衆で埋め尽くされたサンタンジェロ城の広場で執行された。時が経つにつれ、この物語、とりわけ絶世の美女と称えられたベアトリーチェの姿は伝説的な色合いを帯び、文学作品や音楽作品にインスピレーションを与え、20世紀には何度も映画化された。

## その他の企画
- Wikiquote contiene citazioni di o su Francesco Cenci